# Aartsbisdom Den Haag en Nederland

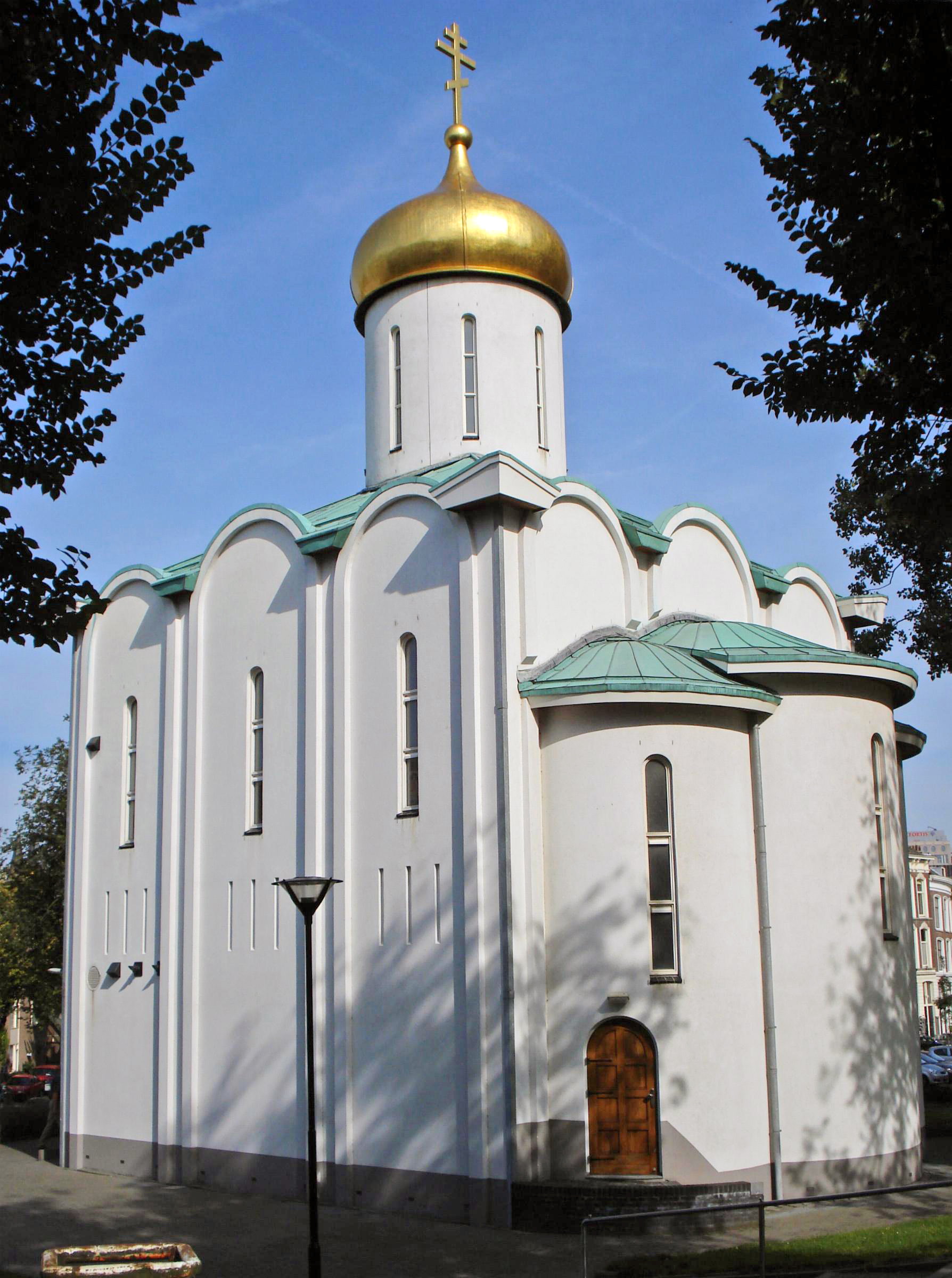
Kerk in Rotterdam

Het Aartsbisdom Den Haag en Nederland is een Nederlands bisdom van de Russisch-orthodoxe Kerk, ressorterend onder het patriarchaat van Moskou.
In 1971 verliet de gemeenschap van het toenmalige bisdom Den Haag - ressorterend onder de Russisch-orthodoxe Kerk in het Buitenland - de jurisdictie van deze kerk en verzocht om aansluiting bij het patriarchaat van Moskou. Toen deze aansluiting op 18 augustus 1972 werd verleend, werd tevens het bisdom Den Haag en Nederland ingesteld.
Op 28 december 2017 benoemde de Heilige Synode van de Russisch-orthodoxe Kerk Ilia Vladimirovitsj Ganaba tot aartsbisschop Eliseos van Den Haag en Nederland. Zijn zetel was vanaf die datum de kathedrale kerk van de heilige Maria Magdalena te Den Haag.
Het aartsbisdom Den Haag en Nederland bestaat uit de volgende parochies:
- H. Cornelius de Honderdman (Amersfoort)[1]
- H. Maria Magdalena (Den Haag)[2]
- H. Transfiguratie (Groningen)[3]
- H. Tichon (Nijmegen)[4]
- H. grootvorst Alexander Nevsky (Rotterdam)[5]
- H. Aartsengel Michaël, aanvoerder van de Hemels Onlichamelijke Krachten (Zwolle)[6]
- H. Johannes de Doper (Leeuwarden)[7]

Naar aanleiding van de Russische invasie van Oekraïne in 2022 scheidde de parochie H. Nicolaas van Myra te Amsterdam zich bij meerderheidsbesluit in maart 2022 af van het Patriarchaat Moskou en het Aartsbisdom Den Haag; zij sloot zich aan bij het Orthodox Aartsbisdom van België, Exarchaat van Nederland en Luxemburg onder het Oecumenisch patriarchaat van Constantinopel. Aartsbisschop Elisey heeft deze beslissing niet erkend.
In het bisdom is één klooster gevestigd:
- het klooster van de H. Nicolaas van Myra (Hemelum)